# Черна-Велька (река)
Черна-Велька (пол. Czerna Wielka) — река, протекающая в юго-западной Польше, левый приток реки Бубр. Длина реки составляет 712,9 км, площадь бассейна — 949 км². Русло расположено параллельно руслу реки Квиса.

## География

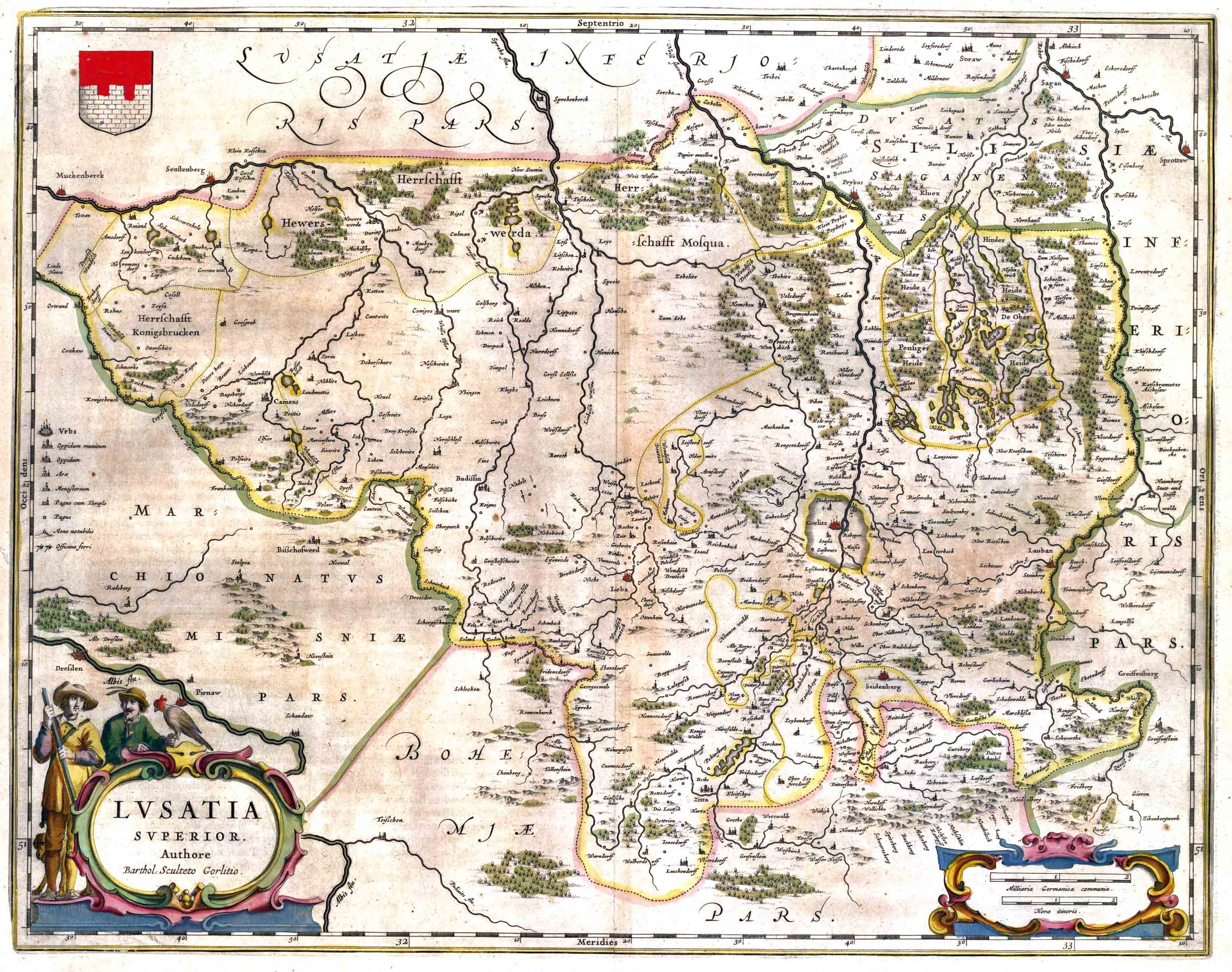
Река на карте 1635 года.

Течение берёт начало от источника в Изерских горах, юго-западнее деревни Гиральтув. Далее река протекает через Нижнесилезский лес. Здесь река соединяется с основными своими притоками: рекой Черна-Мала и Зыбина. Река от устья Черна-Велька до устья реки Бубр называется Чёрной.
Река протекает через города Парова, Цзерна, Заганьек, Жагань.
Берега реки являлись очагом заселения слабо освоенной и малозаселённой Нижней Силезии. С Средних веков на реке устанавливались водяные мельницы. Данный район считался богатым лесными ресурсами. У левого берега реки в прошлом веке можно было увидеть развалины средневекового замка Нью-Двор, построенный в 1366 году и, между 1368 и 1369 годами, разрушенный по предложению горожан Згожелеца, принадлежавшего к Союзу шести городов, ведущим в то время борьбу с раубриттерами. До наших дней остатки развалин не сохранились. Река впадает в некоторые водоёмы Нижнесилезского воеводства, в том числе: Верхний, Средний и Нижний пруд.
Река в районе Посвиэтне разделяет три региона Польши: Нижняя Силезия, Герцогство Саган и Лужица.